# Яцине
Я́цине — село в Україні, в Путивльському районі Сумської області. Населення становить 319 осіб. До 2018 орган місцевого самоврядування — Яцинська сільська рада.

## Географія
Село Яцине знаходиться на лівому березі річки Клевень, вище за течією на відстані 4 км розташоване село Стрільники, нижче за течією на відстані 2 км розташоване село Стара Шарпівка, на протилежному березі - села Щербинівка і Антонівка (Кролевецький район). Поруч проходить автомобільна дорога Т 1911.

## Історія
12 червня 2020 року, відповідно до розпорядження Кабінету Міністрів України № 723-р «Про визначення адміністративних центрів та затвердження територій територіальних громад Сумської області», село увійшло до складу Путивльської міської громади.
19 липня 2020 року, в результаті адміністративно-територіальної реформи та ліквідації Путивльського району, увійшло до складу новоутвореного Конотопського району.

## Населення

### Мова
Розподіл населення за рідною мовою за даними перепису 2001 року:
| Мова       | Кількість | Відсоток |
| ---------- | --------- | -------- |
| російська  | 215       | 67.4%    |
| українська | 104       | 32.6%    |
| Усього     | 319       | 100%     |

## Історія

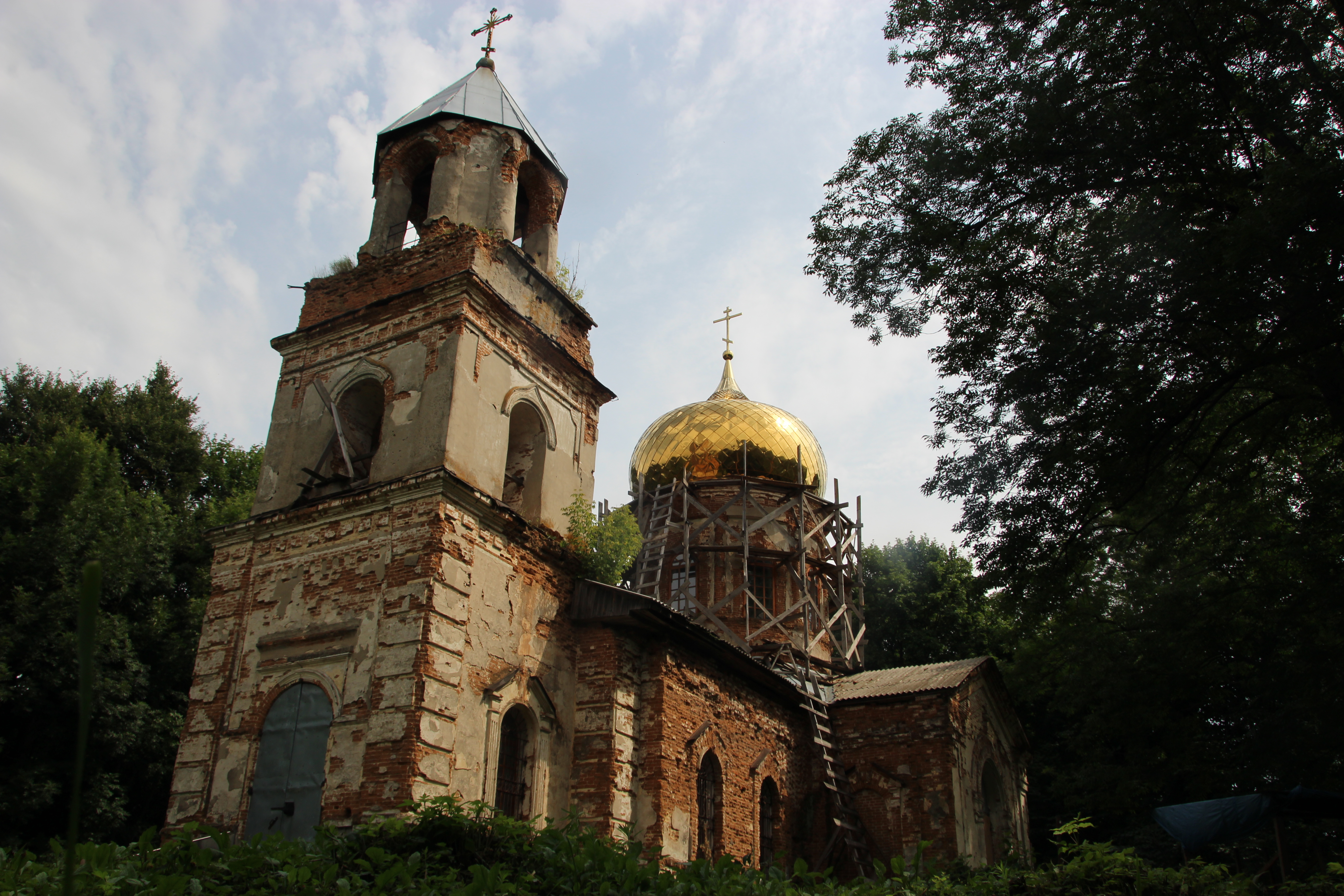
Миколаївська церква

За даними на 1862 рік у власницькому селі Яцине (Ласкове) Путивльського повіту Курської губернії мешкало 288 осіб (139 чоловіків та 149 жінок), налічувалось 14 дворових господарств, існувала православна церква.
Станом на 1880 рік у колишньому власницькому селі, центрі Яцинської волості, мешкало 309 осіб, налічувалось 39 дворових господарств, існувала православна церква.
28 червня 1942 року нацистські окупанти спалили 61 двір села Яцине, загинуло 42 жителі.